# Pavel Smetana (kazatel)
Pavel Smetana (14. července 1937, Klokočov – 4. října 2018 Praha) byl český evangelický teolog, duchovní a po dvě volební období synodní senior Českobratrské církve evangelické.

## Život
Narodil se v rodině evangelického faráře, jeho otec Jan Smetana byl v době jeho dětství farářem ve Vilémově, v jeho deseti letech se rodina stěhovala do Prahy, otec se stal farářem na Spořilově. Absolvoval Vyšší průmyslovou školu strojnickou v Praze a po studiu na Komenského evangelické bohoslovecké fakultě působil jako duchovní ČCE.
Po dokončení školy působil několik měsíců (říjen až prosinec 1961) jako výpomocný kazatel v Lounech, od prvního ledna 1962 nastoupil na vojnu, nejprve do Bohosudova, pak byl převelen do Horních Počernic. Poté byl kazatelem ve sborech v Hošťálkové (1964–1979) a v Praze-Libni (1979–1991).
Podílel se také na vzniku Českého ekumenického překladu Bible – od roku 1961 působil v překladatelské komisi Starého zákona, později i Nového zákona.
Úřad synodního seniora zastával v letech 1991–2003; zvolen byl v letech 1991 a 1997. Od dubna 1995 do 7. prosince 2000 zastával též funkci předsedy Ekumenické rady církví v ČR.
V roce 1990 založil s Karlem Matějkou občanské sdružení Exulant (byl i předsedou sdružení) zabývající se historií české komunity v polském Zelově, kde se narodil jeho otec Jan Smetana.
V roce 2002 získal z rukou prezidenta Václava Havla řád Tomáše Garrigua Masaryka.
Jeho ženou byla Zdena rozená Adámková původem z Přerova, se kterou se seznámil v létě 1957 na táboře v Bělči. Měli spolu tři dcery, nejstarší Ester byla lékařkou († 2013), prostřední Magdalena je evangelickou farářkou v Německu, nejmladší Pavla je spisovatelkou, autorkou několika knih o Řecku, kde žije.

## Dílo
- Variace na jediné téma, 2007 – sbírka básní